# Дом Тенге
Дом Тенге (нем. Haus Tenge) — жилое здание в центре нижнесаксонского города Оснабрюк, расположенное напротив местной ратуши и построенное для купца и предпринимателя Эрнста Фридриха Тенге (1759—1824) в 1813—1814 годах. Дом в стиле классицизм является памятником архитектуры города; сегодня в нём располагается ресторан.